# وعي مزدوج
الوعي المزدوج هو الصراع الداخلي الذي تعاني منه الجماعات المرؤوسة أو المستعمرة في مجتمع قمعي. نشر وليام إدوارد بورغاردت دو بويز هذا المصطلح والمفهوم لأول مرة في العمل الإثنوغرافي الذاتي أرواح الشعب الأسود في عام 1903، حيث وصف فيه تجربة الأمريكيين الأفارقة للوعي المزدوج، بما في ذلك وعيه الشخصي المزدوج.
كان الوعي المزدوج، على وجه التحديد، تحديًا نفسيًا واجهه الأمريكيون الأفارقة نتيجة «النظر دومًا إلى الذات من خلال عيون مجتمع أبيض عنصري»، ونتيجة «تقييم الذات عبر أمة تنظر إلى الوراء في ازدراء». يشير المصطلح أيضًا إلى تجارب دو بويز في التوفيق بين إرثه الأفريقي ونشأته في مجتمع يسيطر عليه الأوروبيون.
جرى التوسع في استخدام مفهوم الوعي المزدوج، في الآونة الأخيرة، ليشمل حالات أخرى من عدم المساواة الاجتماعية، ولا سيما النساء اللاتي يعشن في المجتمعات الأبوية. ترجع أهمية فكرة الوعي المزدوج إلى أنها تسلط الضوء على تجارب السود الذين يعيشون في مرحلة ما بعد العبودية في أمريكا، ولأنها كذلك تضع إطارًا لفهم وضع المضطهدين في عالم قمعي. أصبح يُستخدم، نتيجة لذلك، لتفسير ديناميات الجنس، والاستعمار، وكراهية الأجانب، وغير ذلك، جنبًا إلى جنب مع العرق. وضعت هذه النظرية أساسًا قويًا للمنظرين النقديين الآخرين للتوسع في استخدامها.

## الأصول

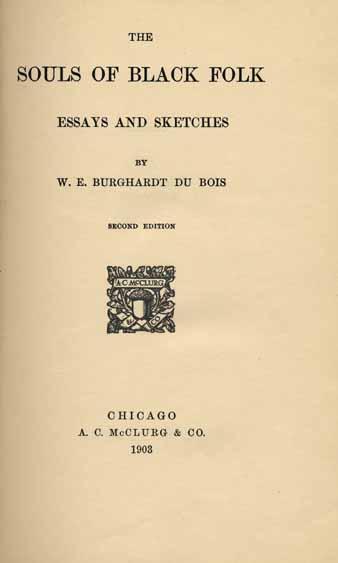
صفحة العنوان لكتاب عام 1903 الذي أُعيد فيه نشر مقال دو بويز عن الوعي المزدوج.

ظهر المصطلح لأول مرة في مقال لدو بويز بعنوان «مساعي الشعب الزنجي»، الذي نُشر في عدد أغسطس 1897 من مجلة ذا أتلانتيك الشهرية. أُعيد نشره وتحريره لاحقًا تحت عنوان «مساعينا الروحية» في كتابه أرواح الشعب الأسود. يصف دو بويز الوعي المزدوج على النحو التالي:
إحساس الوعي المزدوج إحساس غريب، إنه الإحساس بالنظر دومًا إلى الذات من خلال أعين الآخرين، وبتقييم الروح عبر أناس تنظر إليها بازدراء وشفقة. يشعر المرء دومًا بثنائية أمريكي وزنجي، يشعر بروحين، وبفكرين، وبزوج من مساعي لا تتوافقا، وبزوج من المثل المتحاربة في جسد مظلم، تمنعه قوته الشديدة من التمزق إربًا إربًا. إن تاريخ الزنجي الأمريكي هو تاريخ هذا الصراع، صراع التوق إلى بلوغ الرجولة الواعية، ودمج نفسه المزدوجة في نفس أفضل وأصدق. وهو، باندماجه، يتمنى ألا يفقد أي من ذواته القديمة. ولا يرغب في إضفاء الطابع الأفريقي على أميركا، لأن أميركا ذات ثقافة كبيرة تدرسها للعالم وأفريقيا. لن يبيض الزنجي الأمريكي دمه الزنجي في طوفان النزعة الأمريكية البيضاء، لأنه يعلم أن للدم الزنجي رسالة عالمية. إنه ببساطة يريد أن يجعل من الممكن للمرء أن يكون زنجيًا وأمريكيًا دون أن يلعنه رفقائه ويبصقون عليه، ودون أن تغلق أبواب الفرص في وجهه.

## باول غيلروي و«المحيط الأطلسي الأسود»
طبق باول غيلروي نظريات الثقافة والعرق لدراسة وبناء التاريخ الفكري الأمريكي الأفريقي. يشتهر غيلروي، على نحو خاص، بأنه يمثل نقطة تحول في دراسة الشتات الأفريقي. يقدم كتابه المحيط الأطلسي الأسود: الحداثة والوعي المزدوج (1993) «شتات المحيط الأطلسي الأسود» كمصدر للبناء الثقافي. قاد غيلوري تحولًا في دراسات السود المعاصرة من خلال الدفاع عن رفض فكرة الدولة القومية النقية، التي تقوم على القومية، لصالح اعتبار «المحيط الأطلسي بمثابة وحدة واحدة، عصية على التحليل، في النقاش الدائر حول العالم الحديث، واستخدامه لإنتاج منظور عبر وطني ومتعدد الثقافات على نحو صريح». استند في ذلك على تجارة الرقيق عبر المحيط الأطلسي واعتبرها أساس الشتات. اعترف بأهمية السفر عبر الحدود الأوروبية والأفريقية كأساس للوعي المزدوج. استخدم غيلروي نظرية دو بويز عن الوعي المزدوج ليقترح وجود صراع داخلي للتوفيق بين كون المرء أوروبيًا وأسودًا، وهو ما كان محور تركيزه الرئيسي في كتابه. ميّز المحيط الأطلسي الأسود من خلال تأثير «طرق» تجارة الرقيق على الهوية السوداء. كان يهدف إلى توحيد ثقافة السود عبر الارتباط بالوطن والتبادلات الثقافية التي حدثت بعد ذلك. شاعت أعمال فانون لدى الشتات الأسود في أوروبا، وأصبحت نظرياته أساسًا للعديد من حركات القوة السوداء في جميع أنحاء القارة.
يجادل غيلروي بأن شغل المساحة بين هاتين الذاتين الجدليتين «يُنظر إليه على أنه عمل من أعمال التمرد السياسي الاستفزازي والمعارض». يعني ذلك أن التفكير في ازدواجية الهوية كهوية واحدة، بالنسبة لسود الشتات، هو أمر يكاد يكون متناقضًا، ويجعل من تصورها وتحقيقها خطوة نحو المقاومة الرمزية للحداثة.[بحاجة لمصدر]

## فرانز فانون
تطرق فرانز فانون، على غرار دو بويز، إلى مصطلح الوعي المزدوج في حياته. أعرب، في كتابه الأول، بشرة سوداء وأقنعة بيضاء، عن يأسه من كونه ليس أبيضًا ولا أسودًا. يحدد فانون الوعي المزدوج الذي يواجهه الأمريكيون الأفارقة ومصدره، مدعيًا أن الثقافة الأوروبية هي سبب الالتباسات الثقافية والاجتماعية للأمريكيين الأفارقة. أعطى أمثلة لأمور صادفها تُظهر الوعي المزدوج. يتحدث عن الأشخاص الذين يدعون إلى الاتساق الكامل مع البيض، ويقول أنهم على خطأ. يتحدث أيضًا عن خطأ الداعي إلى الرفض البيض التام.
ينتقل بعد ذلك للحديث عن سبب تبني السود لثقافات غريبة جدًا بالنسبة له. يناقش كيف أنه عند مغادرة الكاريبي الأسود نحو أوروبا، فهو يعود للتحدث بلغة مختلفة عن لغته. كما يناقش كيف أن الأفارقة، الأكثر ثراءً في الغالب، يميلون إلى الشعور بعدم الأمان لعدم كونهم أوروبيين بما فيه الكفاية، بسبب أفريقيتهم. يظهر ذلك عند شراء الأثاث الأوروبي وشراء الملابس الأوروبية.
يناقش، بالإضافة إلى ذلك، طريقة تحدث الرجال البيض إلى الأمريكيين الأفارقة، وكيف يساهم ذلك في مشكلة الوعي المزدوج. يقول أنه عندما يتحدث رجل أبيض إلى رجل أمريكي أفريقي فإنه يغير لهجته إلى لهجة يفترض أن يتحدث بها رجل أسود نمطي، على غرار الطريقة التي يتحدث بها المرء إلى طفل، مع استخدام لغة مختلفة من ناحية التعقيد والمصطلحات العامية. يقول إن هذا يغضب الأمريكيين الأفارقة لأنه يشعرهم كما لو أنهم صُنفوا وسُجنوا في إطار لا يمكنهم الفرار منه بسبب هذا الحكم. يعطي مثالًا لفيلم تُصور فيه هذه الصورة النمطية، ثم يتحدث عن الحاجة إلى تثقيف الأمريكيين الأفارقة، كي لا يتبعوا تلك الصور النمطية التي تبثها الثقافة البيضاء.
يستخدمها ستيفن جرينبلات كذلك لوصف الخاصية المميزة لوعي شكسبير في سيرته الذاتية عن الشاعر، الإرادة في العالم (2004).